# Thor Ørvig
Thor Ørvig (Kragerø, Telemark, 14 de desembre de 1891 - Oslo, 17 de juny de 1965) va ser un regatista noruec que va competir a començaments del segle xx. Era germà dels també regatistes Erik i Olaf Ørvig.
El 1920 va prendre part en els Jocs Olímpics d'Anvers, on va guanyar la medalla d'or en els 12 metres (1919 rating) del programa de vela, a bord del Heira II.